# برور بندي يك (نغار بردسير)
برور بندي يك (بالإنجليزية: Parvar Bandi-ye Yek)‏ هي مستوطنة تقع في إيران في كرمان.